# 1989年警察及刑事證據（北愛爾蘭）令
《1989年警察及刑事證據（北愛爾蘭）令》（英語：Police and Criminal Evidence (Northern Ireland) Order 1989）是英國的一項法定文書。它為北愛爾蘭警隊的權力訂立了一個法例框架，類似於英格蘭及威爾斯由《1984年警察及刑事證據法令》訂立的權力框架 。